# Фелитопијано (Салерно)
Фелитопијано је насеље у Италији у округу Салерно, региону Кампанија.
Према процени из 2011. у насељу је живело 71 становника. Насеље се налази на надморској висини од 93 м.